# مرشح للفوز
يُستخدَم مصطلح المرشح للفوز لوصف اللاعبين المتصدرين للمنافسات، سواء الرياضية أو السياسية. وظهر هذا المصطلح بسبب التشابه القريب بين الحملات السياسية ومباريات الركض الرياضية. وهو يُستخدَم في عملية الانتخابات الرئاسية الأمريكية التمهيدية لوصف المرشح المحتمل الذي يحتل الريادة سواء في عدد الأصوات، أو الشهرة السياسية، أو التمويل (أو كل ذلك معًا).
تركز وسائل الإعلام، التي تتابع الصراع السياسي، عادةً على المرشح للفوز، وتكتب عنه بأسلوب يختلف عن الأسلوب الذي تتبعه مع منافسيه.
يمكن كذلك استخدام مصطلح «المرشح للفوز» بالإنجليزية "Front-runner" بمعنى مختلف، وهو وصف المشجع الرياضي الذي يشجع الفريق الفائز فقط. يُوصَف هذا النوع من المشجعين بمشجعي السراء فقط؛ فهم يغيرون دائمًا ولاءهم للفرق واللاعبين حسب ما يحرزه هؤلاء اللاعبون أو الفرق من «تقدم» أو «تأخر» في النتائج.